# Rhyssa alaskensis
Rhyssa alaskensis är en stekelart som beskrevs av William Harris Ashmead 1902. Rhyssa alaskensis ingår i släktet Rhyssa och familjen brokparasitsteklar. Inga underarter finns listade i Catalogue of Life.